# Murray Chandler
Murray Chandler (Wellington, 4 aprile 1960) è uno scacchista neozelandese naturalizzato britannico.

## Carriera
Ottenne il titolo di Maestro Internazionale nel 1977 e di Grande maestro nel 1983.
Tre volte vincitore del campionato neozelandese: nel 1976 (alla pari con Ortvin Sarapu e Lev Aptekar), 2006 e 2008.
Due volte vincitore del campionato del Commonwealth: nel 1984 (alla pari con Kevin Spraggett) e nel 1987.
Ha preso parte a dieci Olimpiadi degli scacchi, quattro volte con la Nuova Zelanda (1976, 1978, 1980 e 2008) e sei con l'Inghilterra (1982, 1984, 1986, 1988, 1990 e 1992), ottenendo 68 punti su 98 partite (63,3 %). Ha vinto otto medaglie: sei d'argento (tre di squadra e tre individuali) e due di bronzo (una di squadra e una individuale).

Altri risultati:
- 1981 :  pari primo nel torneo Lloyds Bank Masters di Londra;
- 1981 :  vince il torneo di Brighton;
- 1984 :  pari secondo con Leŭ Paluhaeŭski nel torneo Phillips & Drew di Londra, vinto da Anatolij Karpov;
- 1986 :  pari primo con Jonathan Speelman nel Campionato britannico (Speelman vinse il playoff);
- 1987 :  primo-quarto con Bent Larsen, Smbat Lpowtyan e Jonathan Speelman nel torneo di Hastings 1986/87;
- 1988 :  primo-terzo con Vasilij Smyslov e Ėduard Gufel'd a Wellington;
- 1990 :  vince il torneo zonale di Blackpool;

Chandler è anche un organizzatore di tornei. Nel 2006 ha organizzato il Queenstown Classic, valido come 113º campionato neozelandese e nel 2008 il 115º campionato neozelandese di Auckland, città dove risiede attualmente.
Dal 1990 al 1999 è stato direttore del British Chess Magazine.